# Hermannia paniculata
Hermannia paniculata är en malvaväxtart som beskrevs av Adrien René Franchet. Hermannia paniculata ingår i släktet Hermannia och familjen malvaväxter. Inga underarter finns listade i Catalogue of Life.